# Mitsubishi Ki-46
Mitsubishi Ki-46 je bilo japonsko dvomotorno izvidniško letalo, ki so ga izdelovali tudi kot nočno lovsko letalo druge svetovne vojne. V kopenski vojski je nosil ime Tip 100, zavezniki pa so mu nadeli kodno ime Dinah.
Letalo je bilo prvič uporabljeno v bojih v Mandžuriji in na Kitajskem., kasneje pa je bilo razporejeno v enote, ki so izvidovale nad severno Avstralijo in Novo Gvinejo, pa tudi nad Burmo in celim Indijskim oceanom. Pred uradnim vstopom Japonske v vojno pa so japonci s temi letali vohunili v Indokini in Maleziji. 
Proti koncu vojne, v letih 1944−45 so letalo predelali v nočnega lovca in prestreznika, s katerim so poskušali omejiti napade na japonska mesta, ki so jih američani z visoko letečimi bombniki bombardirali noč in dan. Tako so eno različico letala opremili po nemškem vzoru z dvema 20 mm topoma v nosu letala ter z enim 37 mm topom, ki je bil usmerjen navzgor in pod kotom, podobno Luftwaffini Schrage Musik.  Pri uporabi tega močnega topa pa se je letalo izkazalo za nestabilno in premalo trdno zgrajeno.
V letih 1941−45 so skupaj izdelali 1.742 teh letal (od tipov I-IV). Edino letalo, ki se je ohranilo do danes je Mitsubishi Ki-46-II Tip 100 (armadna različica), ki je na razstavi v muzeju RAF Cosford

## Modeli
- Ki-46 - Prototip
- Ki-46 I Tip 100 - Izvidniška armadna verzija
- Ki-46 II (Mark 2) - Prvo serijsko letalo
- Ki-46 II KAI - Trisedežno trenažno letalo
- Ki-46 III - Prototip
- Ki-46 III - Armadno izvidniško letalo Tip 100 (Mark 3).
- Ki-46 III KAI - Obrambni prestreznik opremljen z dvema 20 mm topovoma v nosu in enim 37 mm topom usmerjenim navzgor in naprej
- Ki-46 III - Jurišnik
- ki-46 IIIb - Jurišnik
- Ki-46 IIIc - Projekt (nikoli izdelan)
- Ki-46 IV - Prototipe, opremljen z dvema 1119 kW (1,500 KM) Mitsubishi Ha-112-II RU motorjema s turbokompresorjem in večjimi rezervoarji za gorivo
- Ki-46 IVa/b - Nikoli izdelan projekt izvidniško/lovskega letala